# Würzburger Konferenzen
Die Würzburger Konferenzen (auch: Würzburger Koalition) waren ein Versuch von mehreren mittelgroßen deutschen Staaten, eine gemeinsame Politik im Deutschen Bund zu betreiben. Ziel war eine Bundesreform. Die erste Konferenz fand 1859 statt, die vierte im Jahre 1864. Mangels Geschlossenheit des Dritten Deutschlands, der deutschen Staaten außer Österreich und Preußen, waren die Ergebnisse sehr begrenzt.
In dieser Zeit klärten sich allerdings wichtige Standpunkte der Großmächte. Während Österreich die Mittelstaaten in ihrer Selbstständigkeit unterstützte, näherte Preußen sich dem Plan des Deutschen Nationalverein an, einen kleindeutschen Bundesstaat zu errichten. Die Wendung der Mittelstaaten Richtung Österreich führte zum Frankfurter Fürstentag 1863.

## Erste Konferenz 1859

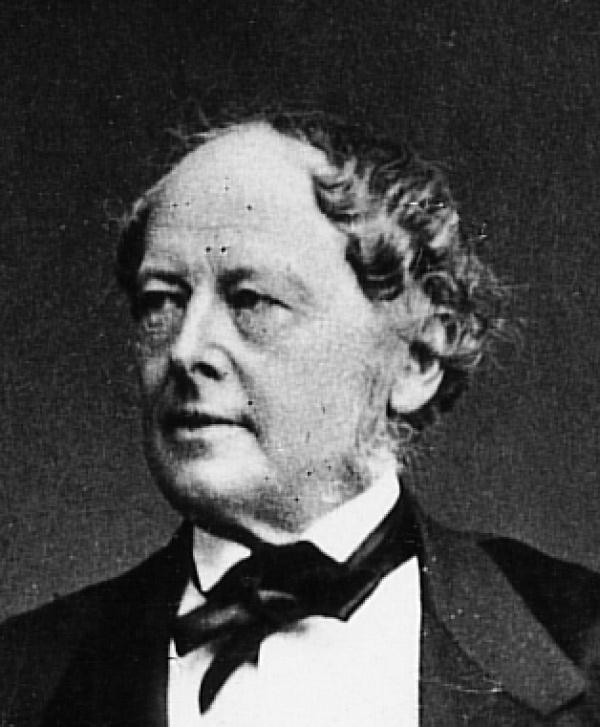
Friedrich Ferdinand von Beust, sächsischer Außenminister bis 1866

Die erste Konferenz in Würzburg, vom 24. bis 27. November 1859, war vom sächsischen Außenminister einberufen worden. Friedrich von Beust versuchte, das föderale Prinzip des Bundes zu erhalten und dennoch die Exekutiv-Gewalt aufzuwerten.
Gekommen waren die Vertreter von Bayern, Württemberg, Sachsen, Kurhessen, dem Großherzogtum Hessen, Mecklenburg-Schwerin, Mecklenburg-Strelitz, Nassau, Sachsen-Altenburg, Sachsen-Meiningen und weiteren Kleinstaaten. Es fehlten aber Hannover, Braunschweig, Oldenburg, Baden, Sachsen-Weimar und Sachsen-Coburg. Die Forderung Beusts, gemeinsam gegen den Deutschen Nationalverein vorzugehen, fand keine Mehrheit. Doch die Staaten einigten sich auf Vorschläge zu einer verbesserten Bundeskriegsverfassung, Küstenbefestigungen, der Einsetzung eines Bundesgerichts, ein einheitlicheres Rechtssystem in Deutschland sowie einheitliche Maße und Gewichte.
Im Bundestag stellten sie bereits am 17. Dezember den Antrag, den Ausschuss über ein Bundesgericht auch über mögliche Vereinheitlichungen im Straf- und Zivilrecht beraten zu lassen. Am 5. Januar 1860 stimmte der Bundestag zu. Österreich unterstützte die Beschlüsse der Würzburger Konferenz, machte aber den Vorbehalt, dass die Verfassung des Bundes nicht verändert und die Rechte der Einzelstaaten nicht beeinträchtigt werden dürften. Damit wurde die tatsächliche Unterstützung fraglich. Aber auch Bayern wollte weiterhin möglichst selbstständig im Bund agieren.
Die Würzburger Vorschläge versandeten in Bundestagsausschüssen 1860. Dazu schwankte Österreich zwischen einer Zusammenarbeit mit den Mittelstaaten und einer mit Preußen, so in der (zweiten) Teplitzer Punktation vom Juli 1860: Darin versprach Österreich, sich vor Bundestagsbeschlüssen mit Preußen vorzuverständigen, während Preußen Österreich bei Angriffen auf Venetien beistehen würde. Auch Preußen wollte die Mittelstaaten für sich nutzen, nämlich beim Fürstentag von Baden-Baden im Juni 1860: Mithilfe der versammelten deutschen Könige, Großherzöge und mehreren Herzögen demonstrierte Preußen deutsche Geschlossenheit gegenüber Napoleon III., der es auf deutsches Gebiet abgesehen hatte.

## Zweite Konferenz 1860
Auf einer zweiten Konferenz, vom 20. Juli bis zum 5. August 1860, konzentrierte die Würzburger Koalition sich auf die Reform der Bundeskriegsverfassung. Vor allem ging es um die Regeln bei der Einsetzung eines Bundesfeldherrn. Das Bundesheer wäre dadurch nicht schlagkräftiger geworden. Österreich und Preußen verschleppten das Projekt bis zum April 1861.
Vom Januar bis April 1861 verhandelten Österreich und Preußen auf den Berliner Konferenzen über ein Verteidigungsabkommen. Dabei ging es um die möglichen Reaktionen auf einen französischen oder italienischen Angriff. Während Österreich nur an die gemeinsame Verteidigung österreichischen und preußischen Territoriums dachte, strebte Preußen die militärische Vorherrschaft in Deutschland nördlich des Mains an. Ferner verlangte Preußen unter anderem, dass Österreich die Würzburger Koalition nicht mehr unterstützte. Wien lehnte das Angebot ab.

## Dritte Konferenz 1861
Die Würzburger Staaten erfuhren von Österreich, welche Bedrohung Preußen für sie darstellte. Allerdings zweifelten sie auch am Wert von österreichischen Garantien. Jedoch machten sie auf einer weiteren Konferenz in Würzburg, am 22. Mai 1861, keine Fortschritte in ihren Beratungen über die Bundeskriegsverfassung.
Der sächsische Außenminister Beust schlug am 15. Oktober 1861 den Mittelstaaten eine Reform des Deutschen Bundes vor: Eine reformierte Bundesversammlung sollte abwechselnd in Nord- und in Süddeutschland tagen. Dazu wäre eine Abgeordnetenversammlung getreten, die von den Landtagen gewählt worden wäre. Die Exekutivgewalt wäre gemeinsam vom österreichischen Kaiser, dem König von Preußen und einem weiteren Fürsten ausgeübt worden. Die Reaktionen ließen Begeisterung vermissen. Bayern zum Beispiel war verstimmt, weil es in der Exekutivgewalt automatisch vertreten sein wollte.

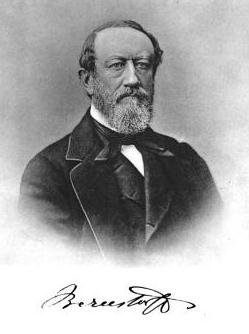
Der Diplomat Albrecht von Bernstorff war 1861 und 1862 Außenminister Preußens

Währenddessen näherte sich Preußens Politik wieder den Forderungen des Nationalvereins an. Der preußische Außenminister Albrecht von Bernstorff schlug im Dezember 1861 eine kleindeutsche Union ähnlich der Erfurter Union vor, mitsamt Doppelbund. Dagegen bildete sich wieder ein Zusammenwirken von Österreich mit den Würzburger Staaten. Nur Kurhessen, Braunschweig und Mecklenburg wagten nicht, Preußen Widerstand zu leisten. Im entsprechenden Protokoll vom 22. Januar 1862 einigte man sich darauf, einen Ausschluss Österreichs aus Deutschland bei einer Bundesreform strikt abzulehnen. Dasselbe galt für die Hegemonie eines Mitgliedsstaates oder die Zweiteilung der militärischen und auswärtigen Bundesgewalt.
In der Öffentlichkeit vernahm man eine Polarisierung zwischen dem kleindeutschen Nationalverein und dem großdeutschen Reformverein. Der Katholikentag wollte ebenso wie die Großdeutschen Österreich unbedingt im Deutschen Bund behalten, während der Abgeordnetentag in Frankfurt ein frei gewähltes Nationalparlament forderte – notfalls unter Ausschluss Österreichs.

## Konferenz 1864
In der Zeit des Deutsch-Dänischen Krieges (1863/1864) arbeiteten Österreich und Preußen wieder zusammen. In der komplizierten Frage der dänisch-schleswig-holsteinischen Erbfolge erkannten sie den dänischen König als rechtmäßigen Herzog der Herzogtümer Schleswig und Holstein an. Dadurch sicherten sie sich die Möglichkeit, nach dem Sieg die sogenannten Elbherzogtümer von Dänemark übertragen zu bekommen. (So ist es schließlich mit dem Wiener Frieden vom Oktober 1864 eingetreten.)
Einige Mittelstaaten hingegen unterstützten die Ansprüche des Friedrich von Augustenburg auf die Erbfolge. Ihnen war ein neuer mittelgroßer Gliedstaat in Deutschland lieber als die Erweiterung der preußischen oder österreichischen Macht. Am 18. und 19. Februar 1864 kamen sie wieder in Würzburg zusammen, um sich über das weitere Vorgehen in der Schleswig-Holstein-Frage abzustimmen. Im Bundestag erreichten sie allerdings keine Mehrheit, da die Unterstützung von Hannover und Kurhessen fehlte. Sie erlangen nur einen Teilerfolg insofern, als die Vollmacht für ungültig erklärt wurde, die der dänische König für die Bundesstimme Holsteins gegeben hatte.

## Ausblick
In der Zeit der eigentlichen Würzburger Konferenzen, von 1859 bis 1862, zeichnete sich bereits eine Zweiteilung in Deutschland ab. Österreich und die meisten größeren Staaten sicherten einander zu, drastische Bundesreformpläne Preußens abzuwehren. Trotzdem arbeiteten Österreich und Preußen weiterhin punktuell zusammen, wie sich 1863–1865 bei der Schleswig-Holstein-Frage zeigte.
Die Zweiteilung führte 1863 jedoch zum Frankfurter Fürstentag (den Preußen boykottierte) und zur Konstellation im Sommer 1866: Im Bundesbeschluss vom 14. Juni 1866 beschlossen  Österreich und die Mittelstaaten die Mobilmachung des Bundesheeres gegen Preußen. Nach dem Sieg im Deutschen Krieg konnte Preußen durch Annexionen und den Norddeutschen Bund seine Vorherrschaft in Norddeutschland ausbauen.

## Belege
1. ↑  Jürgen Angelow: Der Deutsche Bund. Wissenschaftliche Buchgesellschaft, Darmstadt 2003, S. 135/136.
2. ↑  Ernst Rudolf Huber: Deutsche Verfassungsgeschichte seit 1789. Band III: Bismarck und das Reich. 3. Auflage, W. Kohlhammer, Stuttgart u. a. 1988, S. 401.
3. ↑  Ernst Rudolf Huber: Deutsche Verfassungsgeschichte seit 1789. Band III: Bismarck und das Reich. 3. Auflage, W. Kohlhammer, Stuttgart u. a. 1988, S. 401/402.
4. ↑  Ernst Rudolf Huber: Deutsche Verfassungsgeschichte seit 1789. Band III: Bismarck und das Reich. 3. Auflage, W. Kohlhammer, Stuttgart u. a. 1988, S. 402–404.
5. ↑  Ernst Rudolf Huber: Deutsche Verfassungsgeschichte seit 1789. Band III: Bismarck und das Reich. 3. Auflage, W. Kohlhammer, Stuttgart u. a. 1988, S. 405/406.
6. ↑  Ernst Rudolf Huber: Deutsche Verfassungsgeschichte seit 1789. Band III: Bismarck und das Reich. 3. Auflage, W. Kohlhammer, Stuttgart u. a. 1988, S. 406/407.
7. ↑  Ernst Rudolf Huber: Deutsche Verfassungsgeschichte seit 1789. Band III: Bismarck und das Reich. 3. Auflage, W. Kohlhammer, Stuttgart u. a. 1988, S. 407/408.
8. ↑  Ernst Rudolf Huber: Deutsche Verfassungsgeschichte seit 1789. Band III: Bismarck und das Reich. 3. Auflage, W. Kohlhammer, Stuttgart u. a. 1988, S. 409/410.
9. ↑  Ernst Rudolf Huber: Deutsche Verfassungsgeschichte seit 1789. Band III: Bismarck und das Reich. 3. Auflage, W. Kohlhammer, Stuttgart u. a. 1988, S. 410–412.
10. ↑  Jürgen Angelow: Der Deutsche Bund. Wissenschaftliche Buchgesellschaft, Darmstadt 2003, S. 137.
11. ↑  Ernst Rudolf Huber: Deutsche Verfassungsgeschichte seit 1789. Band III: Bismarck und das Reich. 3. Auflage, W. Kohlhammer, Stuttgart u. a. 1988, S. 475.